# Rezerwat przyrody Kępina
Rezerwat przyrody „Kępina” – rezerwat leśny położony na terenie powiatu zawierciańskiego, w gminie Irządze (województwo śląskie). Obejmuje naturalne obniżenie terenu, przez który przepływa niewielki potok Rajecznica.
Obszar chroniony utworzony został w 2005 r. w celu „zachowania ze względów naukowych, przyrodniczych i dydaktycznych naturalnych zbiorowisk roślinnych w postaci niżowego lasu łęgowego, olsu porzeczkowego i ziołorośli wraz z całym bogactwem gatunkowym flory i fauny oraz źródlisk i wywierzysk”. Rezerwat położony jest w granicach niewielkiego obszaru siedliskowego Natura 2000 „Źródła Rajecznicy” PLH240033 i posiada otulinę o powierzchni 73,37 ha. Rezerwat obejmuje 89,58 ha fragmentu lasu zlokalizowanego w południowo-wschodniej części gminy Irządze. Poza wymienionymi w celach ochrony siedliskami hydrogenicznymi w rezerwacie występują, na wyżej położonych piaszczystych terenach, sosnowy bór wilgotny i świeży.
Największą osobliwością florystyczną rezerwatu jest występowanie endemicznej warzuchy polskiej. Występują tu również inne chronione gatunki roślin: widłak goździsty, wawrzynek wilczełyko, ciemiężyca zielona i kukułka Fuchsa.
Rezerwat znajduje się na gruntach w zarządzie Nadleśnictwa Koniecpol. Nadzór sprawuje Regionalny Konserwator Przyrody w Katowicach. Rezerwat nie posiada planu ochrony; na mocy ustanowionych we wrześniu 2014 roku na okres 5 lat zadań ochronnych jego obszar podlega ochronie ścisłej i czynnej.